# Karmelitinnenkloster Verdun
Das Karmelitinnenkloster Verdun ist ein Kloster der Karmelitinnen in Verdun, Département Meuse, im Bistum Verdun in Frankreich.

## Geschichte
Bischof Éric de Lorraine (1576–1623) von Verdun (und später Nancy) stiftete testamentarisch das Karmelitinnenkloster in Verdun, das dank der Befürwortung durch Königin Anna von Österreich 1634 von Karmelitinnen aus Metz gegründet werden konnte. 1790 wurde der Konvent durch die Französische Revolution vertrieben.
Zur Wiederbegründung kam es 1923, als die Karmelitin Germaine de Sonis (Ordensname: Germaine de Jésus, 1866–1945), Tochter des Generals Louis-Gaston de Sonis (1825–1887, Held der Schlacht bei Loigny und Poupry), die 1904 ihren Konvent von Nancy ins Exil nach Rouvroy in Belgien geführt hatte, für die Rückkehr Verdun auswählte. Der Konvent zählt zehn Schwestern. Er wohnt in der Rue Saint Victor Nr. 25.